# Velimir Đerek – Sokol
Velimir Đerek – Sokol (Vinjani Gornji, Imotski, 14. kolovoza 1965. – Vukovar, 12. listopada 1991.), dragovoljac Domovinskog rata.
Rođen je u Vinjanima Gornjim kod Imotskog od majke Zorke i oca Ante. Djetinjstvo i mladost proveo je u rodnom Imotskom, gdje je i završio školu. Godine 1991. u doba velikosrpske agresije na Hrvatsku, Velimir je kao dragovoljac otišao u rat. Sudbina ga je odvela u razrušeni Vukovar. U ratu je se iskazao kao hrabar vojnik te te je zbog toga dobio nadimak ˝Sokol˝. Braneći Vukovar, pogiba na Sajmištu 12. listopada 1991. od granate. U svibnju 1998. posmrtni su mu ostaci identificirani te je pokopan na groblju u Vinjanima Gornjim. U njegovu čast je igralište u Vinjanima Gornjim nazvano Velimir Đerek – Sokol.